# Říčany (district de Prague-Est)
Pour les articles homonymes, voir Říčany.
Říčany (en allemand : Ritschan) est une ville du district de Prague-Est, dans la région de Bohême-Centrale, en République tchèque. Sa population s'élevait à 16 955 habitants en 2024.

## Géographie
Říčany se trouve à 19 km au sud-est du centre de Prague. Říčany fait partie de l'aire urbaine de Prague.

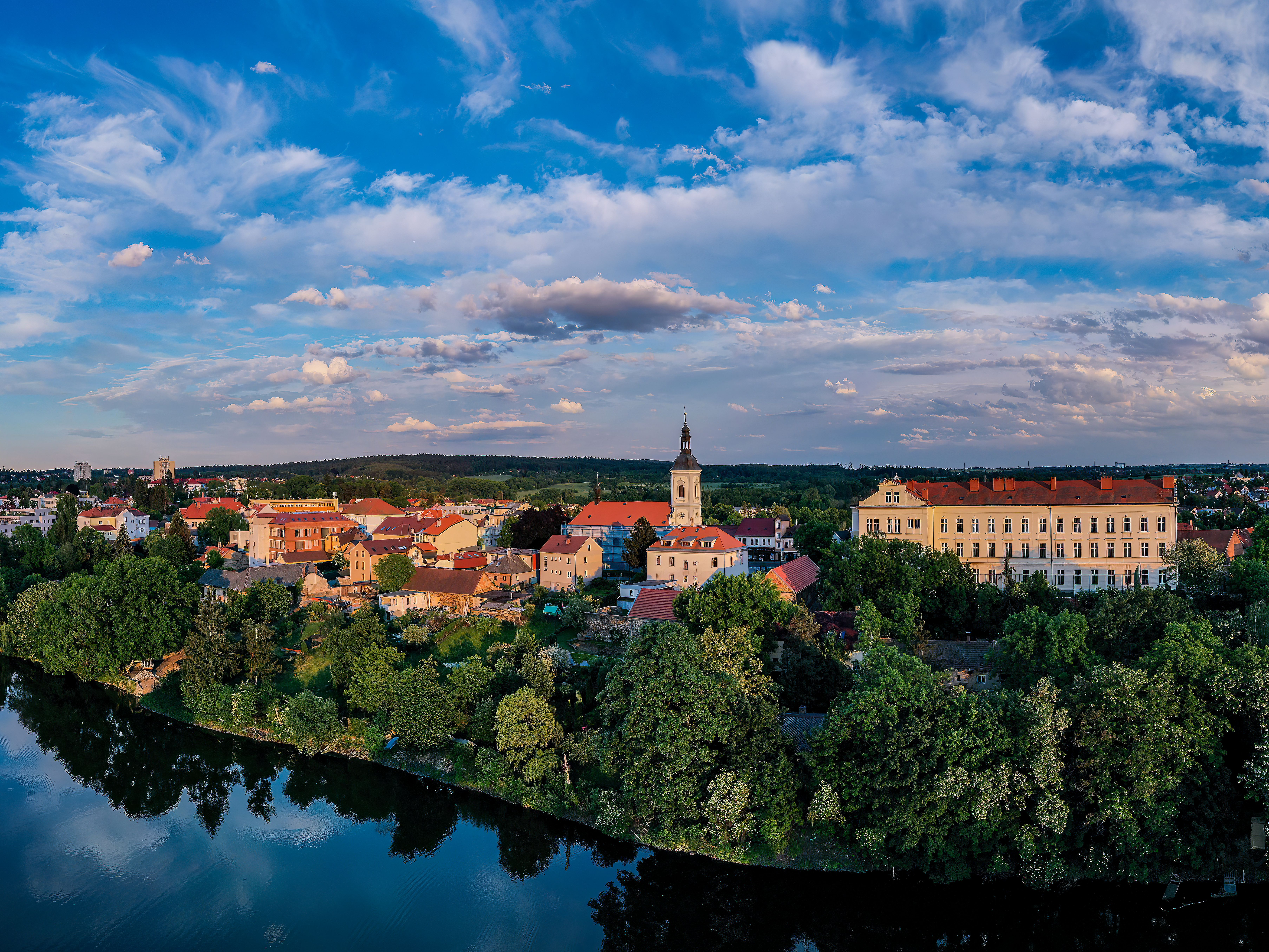
Říčany : vue générale.

La commune est limitée par Prague et Křenice au nord, par Březí, Babice et Tehovec à l'est, par Tehov, Světice et Strančice au sud, et par Popovičky, Modletice et Nupaky à l'ouest.

## Histoire
La première mention écrite de la localité date de 1289

## Population
Recensements (*) ou estimations de la population de la commune dans ses limites actuelles :
| 1869* | 1880* | 1890* | 1900* | 1910* | 1921* |
| ----- | ----- | ----- | ----- | ----- | ----- |
| 2 948 | 3 102 | 3 159 | 3 729 | 4 181 | 5 121 |

| 1930* | 1950* | 1961* | 1970* | 1980*  | 1991*  |
| ----- | ----- | ----- | ----- | ------ | ------ |
| 7 900 | 9 215 | 9 611 | 9 330 | 10 703 | 10 650 |

| 2001*  | 2011*  | 2015   | 2016   | 2017   | 2018   |
| ------ | ------ | ------ | ------ | ------ | ------ |
| 10 876 | 14 003 | 14 749 | 15 027 | 15 236 | 15 448 |

| 2019   | 2020   | 2021   | 2022   | 2023   | 2024   |
| ------ | ------ | ------ | ------ | ------ | ------ |
| 15 619 | 15 908 | 16 167 | 16 182 | 16 775 | 16 955 |

## Galerie

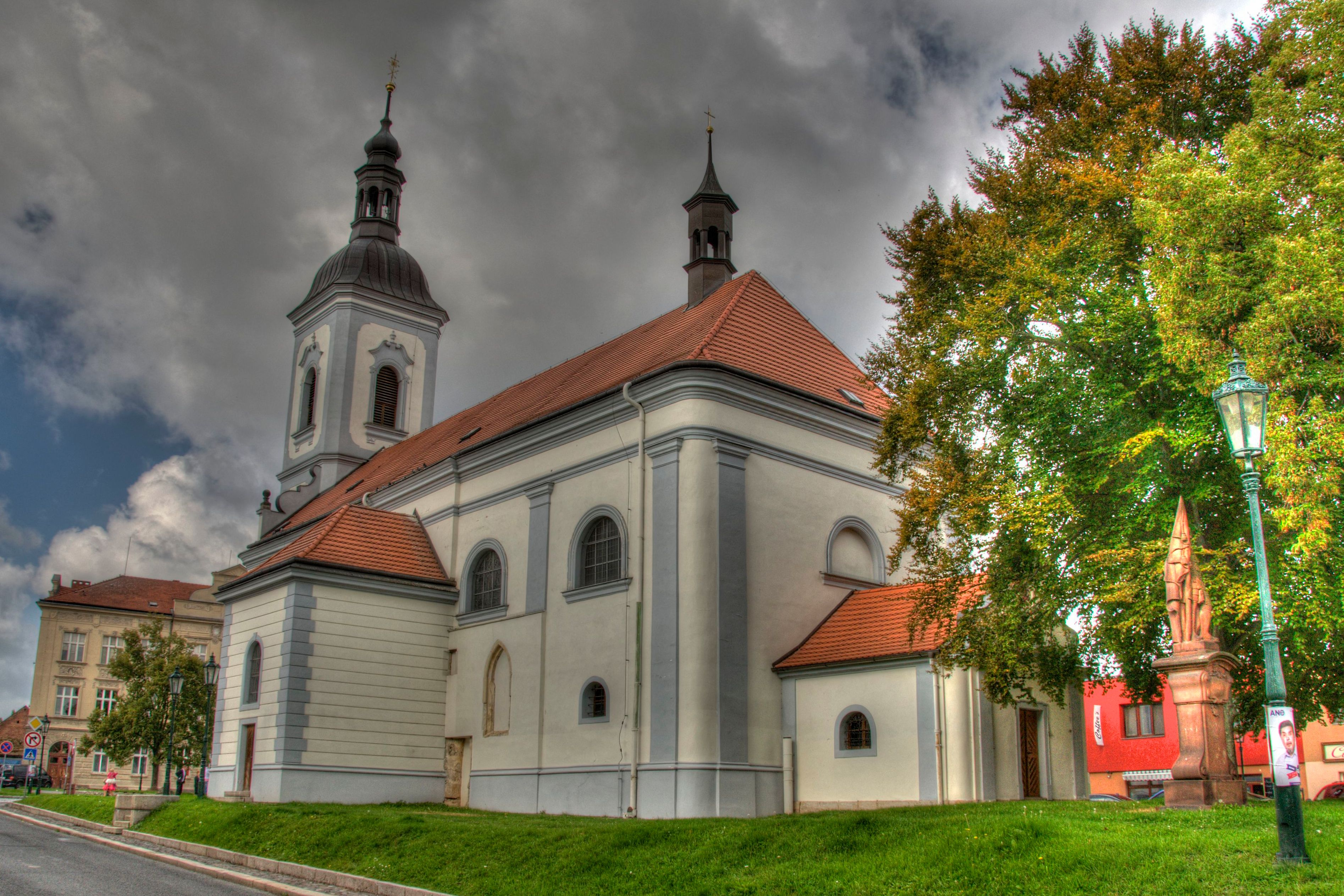
Église Saints-Pierre-et-Paul..
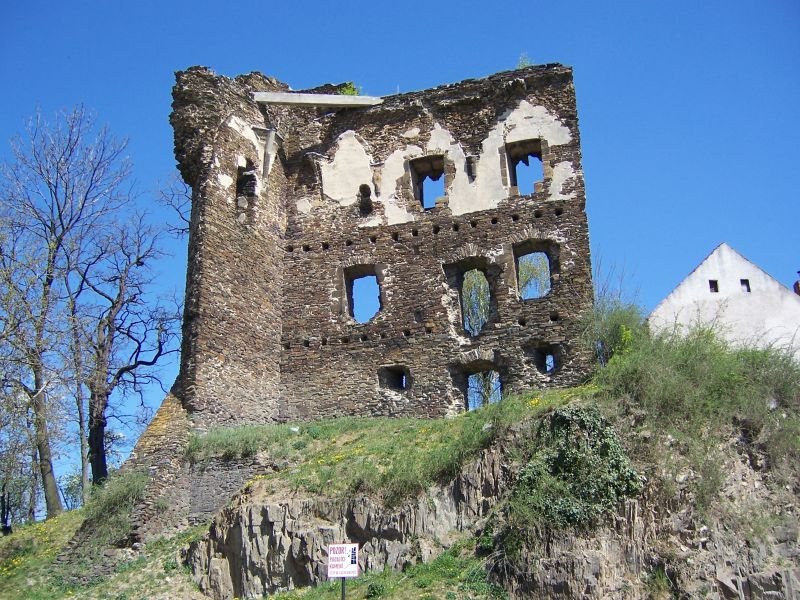
Ruines du château de Říčany.

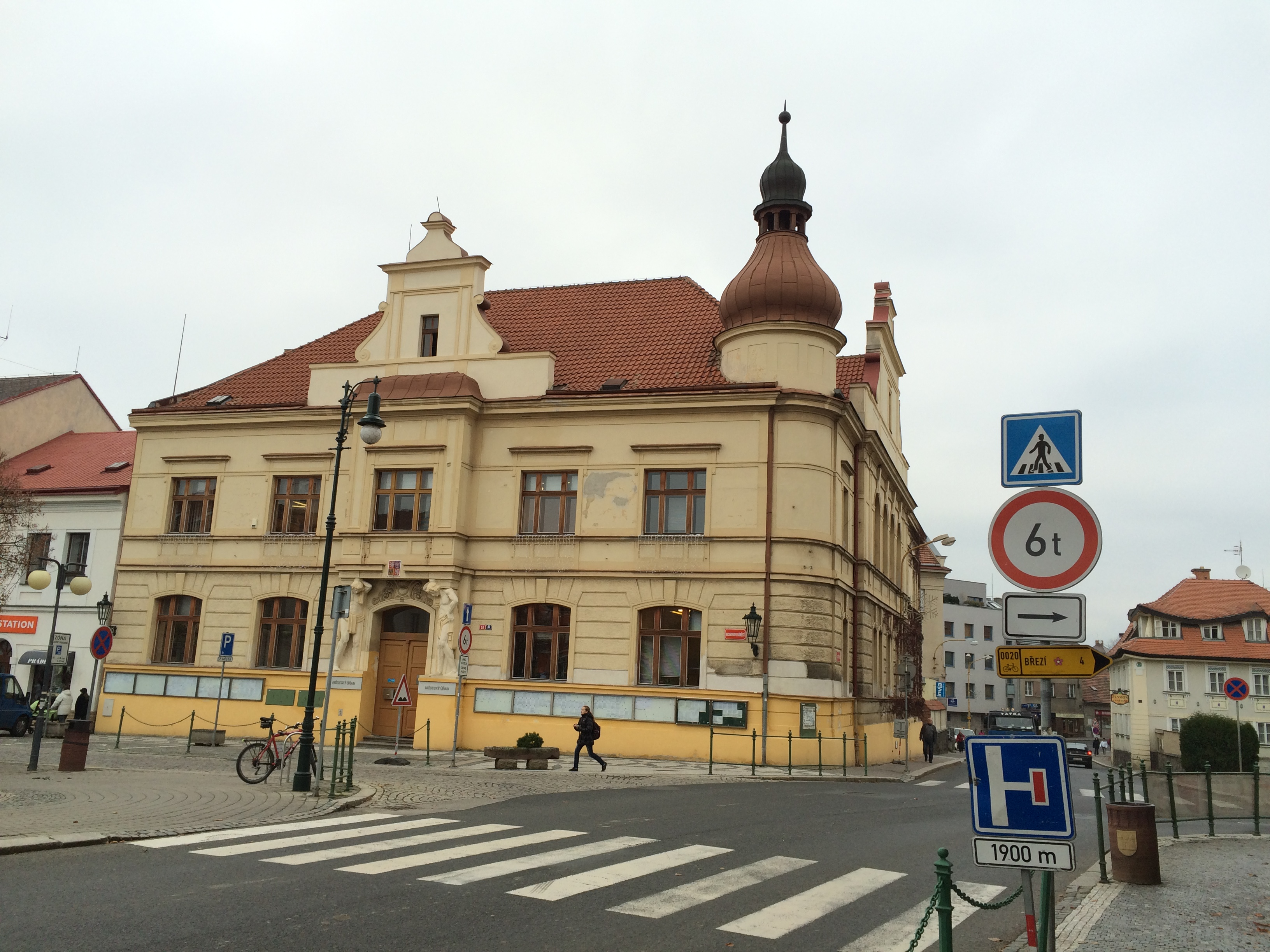
Říčany : hôtel de ville.
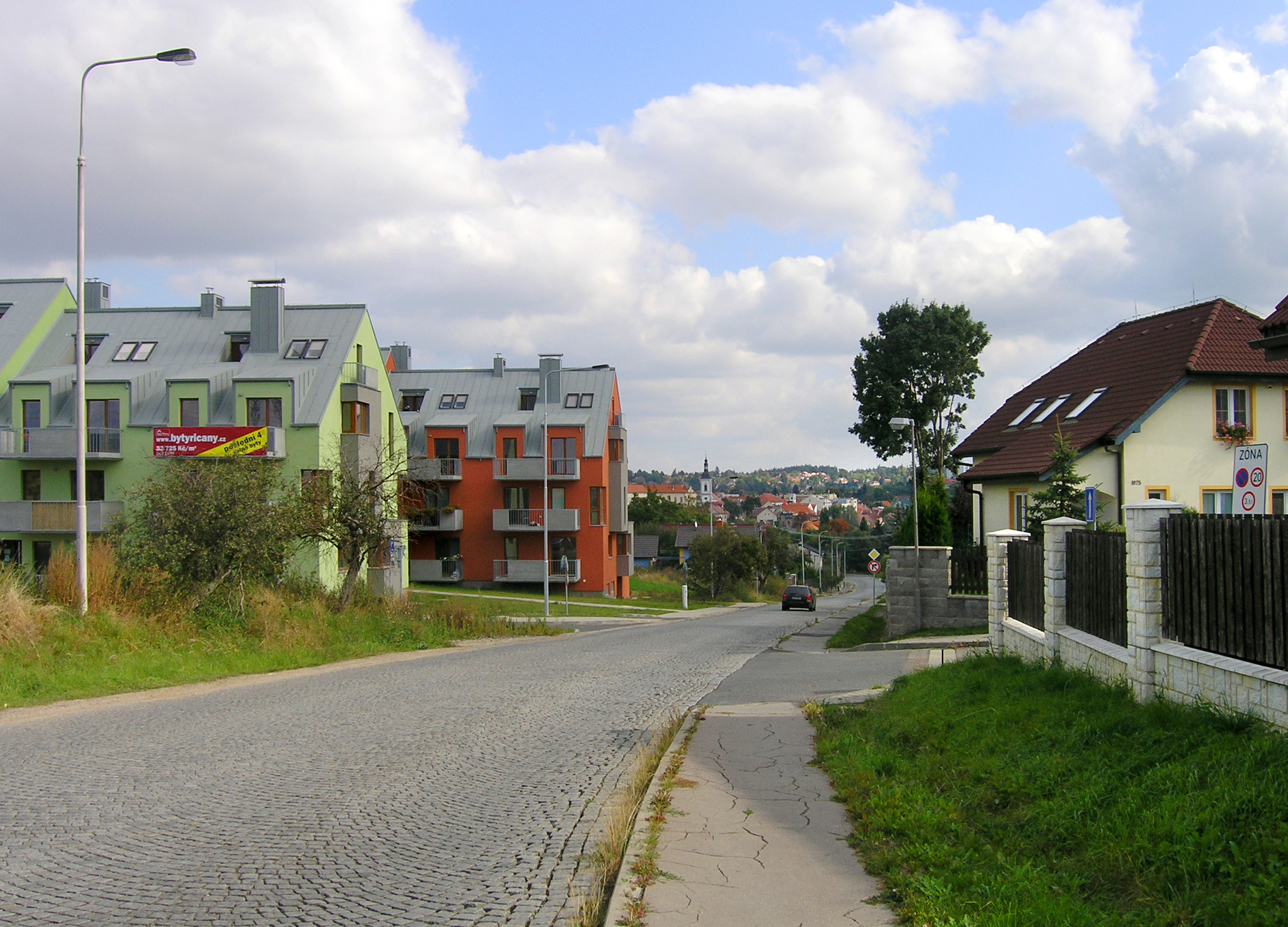
Rue Roosevelt.

## Transports
Par la route, Říčany se trouve à 25 km du centre de Prague. La ville se trouve à 3,5 km de la sortie no 10 (Modletice) de l'autoroute D1 qui relie Prague à Brno.

## Personnalité
- Josef Holeček (1921-2005), céiste, double champion olympique, est né à Říčany en 1921.